# Bretigny (Francja)
Bretigny – miejscowość i gmina we Francji, w regionie Burgundia-Franche-Comté, w departamencie Côte-d’Or.
Według danych na rok 1990 gminę zamieszkiwały 544 osoby, a gęstość zaludnienia wynosiła 80 osób/km² (wśród 2044 gmin Burgundii Bretigny plasuje się na 426. miejscu pod względem liczby ludności, natomiast pod względem powierzchni na miejscu 1124.).